# Lipoptena guimaraesi
Lipoptena guimaraesi är en tvåvingeart som beskrevs av Joseph Charles Bequaert 1957. Lipoptena guimaraesi ingår i släktet Lipoptena och familjen lusflugor. Inga underarter finns listade i Catalogue of Life.